# Sphallambyx
Sphallambyx is een kevergeslacht uit de familie van de boktorren (Cerambycidae). De wetenschappelijke naam van het geslacht werd voor het eerst geldig gepubliceerd in 1982 door Fragoso.

## Soorten
Sphallambyx omvat de volgende soorten:
- Sphallambyx chabrillacii (Thomson, 1857)
- Sphallambyx mexicanum Galileo & Martins, 2007
- Sphallambyx superbum (Aurivillius, 1910)